# Пестион, Йозеф
Йозеф Каласанз Пестион (7 июня 1853, Бад-Аусзе — 4 мая 1922, Вена) — австро-венгерский филолог-скандинавист и переводчик.

## Биография
Родился на территории нынешней земли Штирия. Изучал древние языки и германистику в Граце в с 1873 по 1875 год и в Вене с 1875 по 1877 год. Затем работал свободным научным журналистом, с 1886 года состоял на государственной службе в императорской библиотечной системе. С 1888 года работал в политической библиотеке при Министерстве иностранных дел, в 1891 году вошёл в её управляющий совет, а в 1896 году возглавил её. С 1901 года имел ранг регирунгсрата (старшего государственного чиновника). В 1920 году вышел в отставку, но в 1921 году был восстановлен на службе как начальник одного из отделений библиотеки. Был похоронен на Центральном кладбище Вены.
Свою научную деятельность начал с изучения творчества поэтесс Древней Греции, но затем переключился на скандинавистику. Был одним из крупнейших специалистов по скандинавским языкам Европы своего времени; основным направлением его исследований был исландский язык. Перевёл целый ряд памятников староисландской литературы, а также произведений современных ему скандинавских писателей. Его главные труды: «Griechische Dichterinnen» (1876), «Griechische Philosophinnen» (1882), «Aus Hellas, Rom und Thule» (1882), «Einleitung in das Studium des Altnordischen» (1882 и 1887), «Isländische Märchen» (1884), «Island. Das Land und seine Bewohner» (1885), «Lappländische Märchen» (1886), грамматики датского (1888), шведского (1889) и норвежского (1890) языков, множество переводов с древне- и новоисландского, датского, норвежского. Главным его трудом считается работа «Isländ. Dichter der Neuzeit in Charakteristiken und übersetzten Proben ihrer Dichtung» (1897). Свои переводы скандинавской поэзии публиковал под псевдонимами J. Calion и Svend Christiansen.